# Nuestro amor (canção)
"Nuestro Amor" é uma canção do grupo pop mexicano RBD, gravada para o seu segundo álbum de estúdio homônimo (2005). A faixa foi escrita por Memo Méndez Guiu e Emil "Billy" Méndez e lançada como primeiro single do álbum em 25 de agosto de 2005 pela EMI Music.

## Desenvolvimento
"Nuestro Amor" foi gravada pelo grupo em três idiomas – espanhol, português e inglês – assim como as canções "Tenerte y Quererte", "Dame", "Sálvame", "Feliz Cumpleaños" e "Sólo Quédate en Silencio".

## Vídeo musical
Em Setembro de 2005, a gravadora EMI Music anunciou o vídeo musical da canção. Foi dirigido por Amin Azali e filmado em Pedregal, Cidade do México, México. Foi gravado em agosto de 2005.
O vídeo mostra um encontro entre os integrantes do RBD. Quando começa com um telefonema entre os integrantes Dulce María e Christopher von Uckermann. Em seguida as meninas vestem-se elegantemente para a noite. Enquanto os meninos também se preparam para um jantar em uma casa japonesa. Logo, finalmente a banda aprecia o luar compartilhando uma garrafa de piña colada.

## Formatos e faixas
- Download digital[3]

1. "Nuestro amor" – 3:35
2. "Nosso Amor" – 3:36
3. "This is Love" – 3:40

## Versão de Moderatto e Anahí
A banda mexicana Moderatto e a cantora mexicana Anahí regravaram a canção "Nuestro Amor" em uma versão rock. A canção foi lançada em 3 de dezembro de 2021 pela gravadora Universal Music como primeiro single do álbum em homenagem ao grupo pop mexicano RBD, intitulado Rockea Bien Duro (2022).

### Vídeo musical
O videoclipe da canção foi lançado em 9 de fevereiro de 2022 e gravado com chroma key, mostrando a banda junto com a cantora usando um figurino que lembra os figurinos que a intérprete usava durante as turnês do RBD.

## Outras versões
A banda portuguesa RBL regravou a canção com o título "Este Amor".

## Chart
| Chart (2005)                   | Posição |
| ------------------------------ | ------- |
| U.S. Billboard Latin Songs     | 6       |
| U.S. Billboard Latin Pop Songs | 2       |
| Brasil Top 20                  | 1       |
| México Top 100                 | 2       |
| Top 40 Latino                  | 4       |
| Colombian Airplay Chart        | 7       |
| Ibero América Top 100          | 8       |
| Rumania singles Charts         | 33      |
| World Latin Top 30 Singles     | 2       |

## Créditos e pessoal
Todo o processo de elaboração da canção atribui os seguintes créditos pessoais:
- Alfonso Herrera – vocal
- Anahí – vocal
- Christian Chávez – vocal
- Christopher von Uckermann – vocal
- Dulce María – vocal
- Maite Perroni – vocal
- Emil "Billy" Méndez – compositor
- Memo Mendez Guiu – compositor
- Armando Ávila – produtor